# ديكنسون (مسلسل تلفزيوني)
ديكنسون (بالإنجليزية: Dickinson)‏ هو مسلسل تلفزيوني كوميدي أمريكي عن إميلي ديكنسون، أنشأته ألينا سميث وأنتج لصالح أبل تي في +. بطولة هيلي ستاينفيلد في دور إميلي ديكنسون، تم بث المسلسل لمدة 30 حلقة على مدار ثلاثة مواسم من 1 نوفمبر 2019 إلى 24 ديسمبر 2021. 